# Glaser (Familienname)
Glaser ist ein deutschsprachiger Familienname.

## Herkunft und Bedeutung
Der Name ist von der Tätigkeit des Glasers abgeleitet. Es handelt sich somit um einen Berufsnamen.

## Namensträger

### A
- Adam Goswin Glaser (1815–1900), deutscher Stahl- und Kupferstecher der Düsseldorfer Schule
- Adolf Glaser (1829–1915), deutscher Schriftsteller und Journalist
- Albin Glaser (1919–1993), tschechoslowakischer Überlebender der Shoa und israelischer Architekt
- Albrecht Glaser (* 1942), deutscher Politiker (CDU, AfD)
- Alexander Glaser (1884–1934), deutscher Rechtsanwalt und Politiker (DVP, Völkischer Block)
- Alfred Glaser (1888–1973), deutscher Bildhauer
- Andreas Glaser (Rechtswissenschaftler) (* 1977), deutscher Jurist und Rechtswissenschaftler
- Andreas Friedrich Gottlob Glaser (1762–1837), deutscher evangelisch-lutherischer Geistlicher
- Anthoni Glaser (um 1482–1551), Schweizer Glasmaler
- Anton von Glaser (1784–1840), preußischer Generalmajor
- Anton Glaser (1924–2014), US-amerikanischer Mathematiker und Hochschullehrer
- Arthur Glaser (1880–1931), österreichischer Journalist

### B
- Barney G. Glaser (1930–2022), amerikanischer Soziologe und Mitbegründer der Grounded Theory
- Benny Glaser (* 1989), britischer Pokerspieler
- Brigitte Glaser (* 1955), deutsche Schriftstellerin
- Bruno Glaser (* 1966), deutscher Biogeochemiker

### C
- Carl Glaser (1841–1935), deutscher Chemiker
- Carola Glaser, Schweizer Opernsängerin
- Carsta Glaser (* 1969), deutsche Boulespielerin
- Charles L. Glaser (* 1954), US-amerikanischer Politikwissenschaftler
- Chris Glaser (* 1950), US-amerikanischer Theologe, Geistlicher und Autor
- Christophe Glaser (um 1615–1672/1678), Schweizer Pharmakologe
- Curt Glaser (1879–1943), deutscher Arzt, Kunsthistoriker, Kunstkritiker und Sammler

### D
- Dagmar Glaser-Lauermann (* 1927), deutsche Malerin
- Daniel Glaser (Soziologe) (1918–2017), US-amerikanischer Soziologe und Kriminologe
- Daniel Glaser (Badminton) (* 1981), schwedischer Badmintonspieler
- Dennis Glaser (* 1980), deutscher Beachhandballtrainer und Funktionär
- Dirk Glaser (* 1958), deutscher Journalist
- Donald Arthur Glaser (1926–2013), US-amerikanischer Physiker und Neurobiologe

### E
- Edith Glaser (* 1955), deutsche Erziehungswissenschaftlerin
- Eduard Glaser (1855–1908), österreichischer Arabist und Archäologe
- Edward Glaser (1918–1972), US-amerikanischer Sprachwissenschaftler
- Ehrhart Glaser (1927–2006), deutscher Politiker (CDU)
- Elsa Glaser (1878–1932), deutsche Kunstsammlerin und Übersetzerin
- Elvira Glaser (* 1954), deutsch-schweizerische Sprachwissenschafterin
- Erhard Glaser (1870–1947), österreichischer Mediziner und Biochemiker
- Erica Glaser-Wallach (1922–1993), deutsch-amerikanische Lehrerin, Redakteurin und Übersetzerin, siehe Erica Wallach
- Erich Glaser (1901–1984), deutscher Bergsteiger, Widerstandskämpfer sowie DDR-Sportfunktionär und Konsul
- Ernst Glaser (1912–2005), österreichischer Soziologe und Rundfunkintendant
- Ernst Glaser-Gerhard (1891–1973), deutscher Literaturwissenschaftler und Pädagoge

### F
- Felix Glaser (1874–1931), deutscher Neurologe
- Ferdinand Glaser (Jurist) (1780–1868), deutscher Jurist und Politiker
- Ferdinand Glaser (Architekt) (1880–1961), österreichischer Architekt
- Ferdinand Glaser (Fußballspieler) (Pseudonym Bernd Beinschuss; 1954–2014), deutscher Fußballspieler und -trainer
- Frank Glaser (1924–2002), deutscher Maler und Grafiker
- Franz Glaser sen. (1822–1885), österreichischer Baumeister
- Franz Glaser jun. (1852–1934), österreichischer Architekt, siehe Heinrich und Franz Glaser #Franz Glaser jun.
- Franz Glaser (Architekt, 1864) (1864–1906), österreichischer Architekt und Baumeister
- Franz Glaser (Ingenieur) (1895–1949), österreichischer Bauingenieur und Hochschullehrer
- Franz Glaser (Journalist) (1903–1972), tschechoslowakisch-schweizerischer Journalist
- Franz Glaser (Politiker, 1948) (* 1948), österreichischer Politiker (ÖVP)
- Franz Glaser (Archäologe) (* 1950), österreichischer Klassischer Archäologe
- Franz Glaser (Politiker, II), deutscher Politiker (CDU)
- Franziska Glaser (* 1985), deutsche Entertainerin und Moderatorin
- Friedrich Glaser (Mediziner) (1888–1944?), deutscher Mediziner
- Friedrich Glaser (Politiker) (1892–1964), österreichischer Politiker (SPÖ) und Gewerkschaftsfunktionär
- Friedrich Carl Glaser (1843–1910), deutscher Maschinenbauingenieur und Publizist
- Friedrich Daniel von Glaser (1740–1804), deutscher Generalmajor
- Fritz Glaser (1876–1956), Dresdner Rechtsanwalt und Kunstsammler

### G
- Georg Glaser (Mediziner) (1854–1933), Schweizer Neurologe und Psychiater
- Georg K. Glaser (1910–1995), deutsch-französischer Schriftsteller
- Gerhard Glaser (* 1937), deutscher Denkmalpfleger
- Gerhard A. Glaser (1936–2016), deutscher Unternehmer des Segelflugzeugbaus
- Günter Glaser (1924–2009), deutscher Schauspieler
- Günther Glaser (Physiker) (1912–2003), deutscher Physiker, Ingenieurwissenschaftler
- Günther Glaser (Historiker) (1922–2020), deutscher Militärhistoriker

### H
- Hannelore Glaser-Franke (* 1933), deutsche Skirennläuferin
- Hans Glaser (Holzschneider) († 1573), deutscher Holzschneider und Buchdrucker
- Hans Glaser (Architekt) (1873–1950), österreichischer Architekt
- Hans Glaser (Anthroposoph) (1903–1990), österreichisch-schwedischer Heilpädagoge
- Hans Glaser (Widerstandskämpfer) (1909–1945), deutscher Widerstandskämpfer  gegen den Nationalsozialismus
- Hans Glaser (Künstler) (* 1948), österreichischer Grafiker, Bildhauer und Fotograf
- Hans Heinrich Glaser (um 1585–1673), Schweizer Radierer
- Heinrich Glaser (1851–1917), Schweizer Jurist und Politiker
- Heinrich Glaser (1855–1928), österreichischer Architekt und Baumeister, siehe Heinrich und Franz Glaser
- Heinz Glaser (Politiker) (1920–1978), deutscher Parteifunktionär (KPD/SED)
- Heinz Glaser (Fußballspieler) (1926–??), deutscher Fußballspieler
- Helmut Glaser (SS-Mitglied) (1910–1947), österreichischer SS-Sturmbannführer
- Helmut Glaser (Politiker, 1938) (1938–2021), österreichischer Politiker (SPÖ) und Sportfunktionär
- Helmut Glaser (Politiker, 1939) (1939–2017), österreichischer Politiker (SPÖ)
- Helmut Glaser (Schachspieler), deutscher Fernschachspieler
- Helmut F. Glaser, deutscher Fernschachspieler
- Helmuth Glaser (1906–1985), deutscher Ingenieur und Hochschullehrer
- Hermann Glaser (1928–2018), deutscher Kulturwissenschaftler und -politiker
- Horst Albert Glaser (* 1935), deutscher Literaturwissenschaftler
- Hubert Glaser (1928–2019), deutscher Historiker
- Hugo Glaser (1881–1976), österreichischer Arzt, Journalist und Medizinhistoriker

### I
- Ignaz Glaser (1853–1916), böhmischer Industrieller
- Ivan Glaser (* 1938), kroatisch-deutscher Jurist und Politikwissenschaftler

### J
- Jakob Glaser (1813–1902), deutsch-schweizerischer Pädagoge, Landwirt, Unternehmer und Mitglied der badischen verfassunggebenden Versammlung (1849)
- Jay Glaser (* 1953), US-amerikanischer Segler
- Johann Glaser, bekannter als Hans Glaser (Architekt) (1873–1950), österreichischer Architekt
- Johann Glaser (Politiker) (1883–1959), österreichischer Politiker (SPÖ), Burgenländischer Landtagsabgeordneter
- Johann Christoph Glaser (1684–nach 1753), deutscher Glas- und Porzellanmaler
- Johann Elias Glaser (1721–1781), deutscher Kaufmann
- Johann Friedrich Glaser (Buchdrucker), deutscher Buchdrucker
- Johann Friedrich Glaser (Mediziner) (1707–1789), deutscher Mediziner
- Johann Heinrich Glaser (1629–1675), Schweizer Mediziner
- Johann Karl Glaser (1814–1894), deutscher Staatswissenschaftler, Nationalökonom und Hochschullehrer, Mitglied des Preußischen Abgeordnetenhauses
- Johann Wendelin Glaser (1713–1783), deutscher Komponist und Kantor
- Jon Glaser (* 1968), US-amerikanischer Schauspieler
- Josef Glaser (1887–1969), deutscher Fußballspieler
- Jürgen Glaser (* 1965), deutscher Psychologe und Professor
- Julia Glaser (* 1997), schweizerisch-deutsche Fußballspielerin
- Julius Glaser (1831–1885), österreichischer Rechtswissenschaftler und Politiker

### K
- Karel Glaser (1845–1913), slowenischer Philologe und Literaturhistoriker
- Karl Glaser (Politiker, 1826) (1826–1888), deutscher Kommunalpolitiker, Mitglied des Nassauischen Kommunallandtags
- Karl Glaser (Politiker, 1921) (1921–2006), österreichischer Politiker (ÖVP)
- Karl Heinz Glaser (* 1946), deutscher Theaterschauspieler
- Klaus D. Müller-Glaser (* 1948), deutscher Ingenieur und Hochschullehrer
- Konrad Glaser (Altphilologe) (1903–1943), österreichischer Altphilologe
- Konrad Karl Glaser (1876–1956), deutscher Landwirt und Politiker (HBB/DNVP)
- Kurt Glaser (Romanist) (1880–1946), deutscher Romanist
- Kurt Glaser (Mediziner) (1892–1982), deutscher Dermatologe und Politiker

### L
- Laura Glaser (* 1990), deutsche Handballtorfrau
- Leo Glaser (1876–1950), deutscher Chemiker, Apotheker, Unternehmer und Politiker
- Ludwig Glaser (Biologe) (1818–1898), deutscher Entomologe
- Ludwig Glaser (Physiker) (1889–1945?), deutscher Physiker
- Ludwig Glaser (Baseballspieler) (* 1987), deutscher Baseballspieler

### M
- Mario Glaser (* 1978), deutscher Politiker
- Marion Glaser, deutsche Sozialwissenschaftlerin und Hochschullehrerin
- Markus Glaser (Bischof) (1880–1950), ukrainischer Geistlicher, Bischof von Iaşi
- Markus Glaser (Filmproduzent) (* 1969), österreichischer Filmproduzent
- Markus Glaser (Ökonom) (* 1976), deutscher Ökonom und Hochschullehrer
- Martin Glaser (* 1968), österreichischer Komponist, Dirigent und Musikpädagoge
- Milton Glaser (1929–2020), US-amerikanischer Grafiker und Designer
- Mirijam Glaser-Ta’asa (* 1929), israelische Politikerin
- Moritz Glaser (* 1995), deutscher Schauspieler, siehe Moritz Jahn (Schauspieler)

### N
- Nikki Glaser (* 1984), US-amerikanische Comedian
- Niklaus Glaser († 1460), Glasmaler

### O
- Otto Glaser (Mediziner) (1882–1943), österreichischer Mediziner
- Otto Glaser (Schauspieler) (1890–1956), österreichischer Schauspieler und Theaterregisseur
- Otto Glaser (Schriftsteller) (1893–1977), deutscher Lehrer und Schriftsteller
- Otto Glaser (Künstler) (1915–1991), Schweizer Maler und Grafiker
- Otto Charles Glaser (1880–1951), deutsch-US-amerikanischer Zoologe

### P
- Paul Glaser (Politiker), deutscher Politiker (SED)
- Paul Glaser (Regisseur) (* 1963), Theaterregisseur, Autor und Komponist
- Paul Michael Glaser (* 1943), US-amerikanischer Schauspieler
- Peter Glaser (* 1957), österreichischer Schriftsteller und Journalist
- Péter Glaser (* 1968), ungarischer Jazzbassist
- Peter Eduard Glaser (1923–2014), US-amerikanischer Raumfahrtingenieur

### R
- Renate Sick-Glaser (* 1948), deutsche Unternehmerin
- Robert Glaser (1921–2012), US-amerikanischer Bildungspsychologe
- Roland Glaser (* 1935), deutscher Biophysiker
- Rosa Glaser (1914–2000), niederländische Tänzerin und Holocaust-Überlebende
- Rosemarie Glaser (* 1949), deutsche Politikerin (Bündnis 90/Die Grünen)
- Rüdiger Glaser (* 1959), deutscher Geograph und Professor für Physische Geographie an der Albert-Ludwigs-Universität Freiburg
- Rudolf Glaser (1801–1868), böhmischer Schriftsteller

### S
- Sabine Glaser (auch Gläser; * 1946), deutsch-französische Schauspielerin
- San Glaser (eigentlich Alexandra Angeln Buurke; * 1968), niederländische Sängerin
- Sarah Glaser (* 1961), US-amerikanische Seglerin
- Sebastian Glaser (1520–1577), deutscher Geschichtsschreiber
- Sebastian Glaser (Politiker) (1842–1899), Landtagsabgeordneter Großherzogtum Hessen
- Stefan Glaser (* 1964), deutscher Fußballspieler
- Stephan Glaser (* 1976), deutscher Fußballspieler
- Stephanie Glaser (1920–2011), Schweizer Schauspielerin und Komödiantin

### T
- Theodor Glaser (1932–2020), deutscher evangelischer Theologe
- Tompall Glaser (1933–2013), US-amerikanischer Country-Sänger
- Ty Glaser (* 1982), britische Schauspielerin

### U
- Udo Glaser (1945–2024), deutscher Fußballspieler

### V
- Vinzenz Glaser (* 1992), deutscher Politiker (Die Linke), MdB
- Vladimir Jurko Glaser (1924–1984), jugoslawischer Physiker

### W
- Waldemar Glaser (1903–1953), deutscher Schriftsteller
- Walter Glaser (Zahnmediziner) (1901–1943), deutscher Zahnmediziner und NS-Opfer
- Walter Glaser (Physiker) (1906–1960), tschechisch-österreichischer Physiker
- Walter Glaser (Eishockeyspieler) (* 1946), deutscher Eishockeyspieler
- Werner Wolf Glaser (1913–2006), schwedischer Komponist und Kunsthistoriker
- Wilhelm Glaser (Ingenieur) (1875–1961), deutscher Ingenieur und Industrieller
- Wilhelm Glaser (Erfinder) (1899–1968), deutscher Elektriker und Erfinder
- Wolfgang Glaser (Skispringer), tschechoslowakischer Skispringer
- Wolfgang Glaser (Entomologe) (1924–1981), österreichischer Entomologe
- Wolfgang Glaser (Elektroingenieur) (1931–2017), deutscher Elektroingenieur

### Z
- Zsuzsa Gláser (* 1958), ungarische Badmintonspielerin